# Xiang Hengqing
Xiang Hengqing (en chino, 相恒庆; Qingdao, China; 15 de julio de 1947-Pekín, China; 29 de junio de 2015) fue un futbolista y entrenador de fútbol de China que jugó en la posición de defensa.

## Carrera

### Club
Jugó toda su carrera con el Shandong Taishan de 1973 a 1980.

### Selección nacional
Jugó para China de 1970 a 1980 con la que jugó 23 partidos sin anotar goles y jugó en la Copa Asiática 1976 y los Juegos Asiáticos de 1978.

### Entrenador
| Periodo   | Club             |
| --------- | ---------------- |
| 1992-1995 | Shandong Youth   |
| 1995-1997 | Shandong Taishan |
| 1997–1998 | Shenzhen FC      |
| 1999–2000 | Yunnan Hongta    |
| 2001–2006 | Shandong FFC     |

## Muerte
Xiang Hengqing murió de cáncer de hígado el 29 de junio de 2015 en Pekín a los 68 años.